# Куяльницький лиман
Куя́льницький лима́н або Куя́льник (від крим. kuyanlık — густий), раніше Андрі́ївський лима́н — лиман на північно-західному узбережжі Чорного моря, один з групи одеських лиманів, розташований на північ від Одеси. З 1 січня 2022 року входить до території національного природного парку «Куяльницький».

## Загальна характеристика

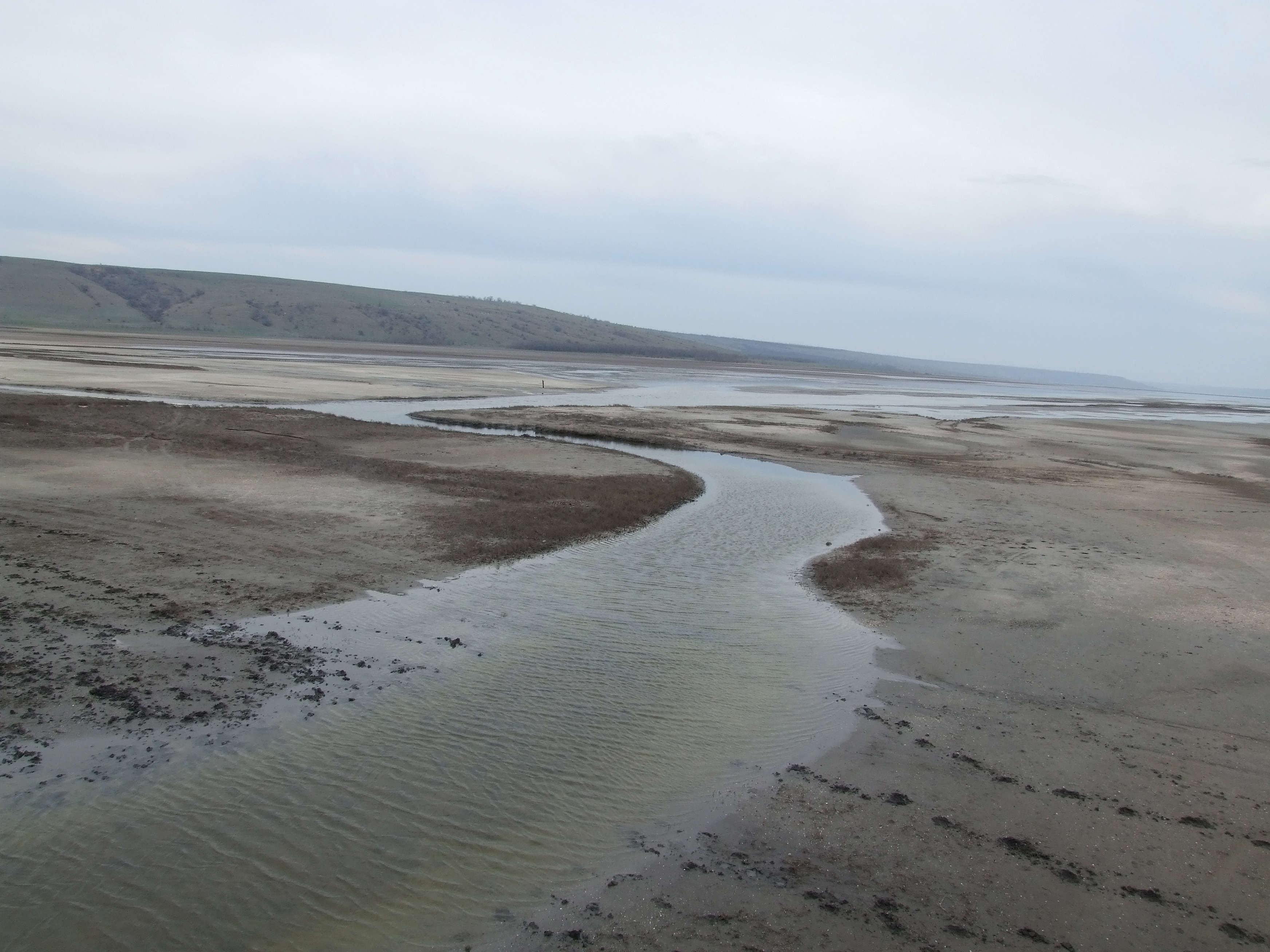
Пониззя річки Великий Куяльник

Площа, залежно від рівня води коливається в межах 52-60 км². Довжина — 28 км, ширина понад 3 км. Середня глибина — близько 1 м. Об'єм близько 52 млн. м³. Відокремлений від моря піщаним Куяльницько-Хаджибейським пересипом до 3 км завширшки. У лиман впадає річка Великий Куяльник. Поблизу Куяльницького лиману розташована найнижча точка України: 5 метрів нижче рівня моря.
На південно-східному березі лиману розташований грязьовий Куяльницький курорт, на берегах лиману — пляжі. Температура води в літній час досягає 28—30 °С.
Колись на місці Куяльницького лиману розташовувалося гирло річки Великий Куяльник. З часом гирло перетворилося на затоку Чорного моря, а потім через відкладення річкового й морського піску сформувався пересип, і, таким чином, затока перетворилася на лиман. Відділення від моря відбулося приблизно в XIV столітті, значно пізніше, ніж відділення розташованого поблизу Хаджибейського лиману. Про це можна судити хоч би за тим, що пересип у Куяльника втричі вужчий, ніж у Хаджибея.
Рівень води в лимані і його солоність регулярно зазнають зміни. Багаторічні спостереження показали, що в період з 1878 по 1968 роки солоність в лимані коливалася від 29 до 269 ‰. У роки з високою солоністю на дно лиману випадала в осад сіль. У посушливі роки, коли пересихала річка Великий Куяльник, площа водоймища зменшувалася майже удвічі. Двічі, в 1907 і 1925 роках, для порятунку лиману від пересихання, в нього, через спеціально прориті канали, запускалася морська вода.

## Біота лиману та його берегів

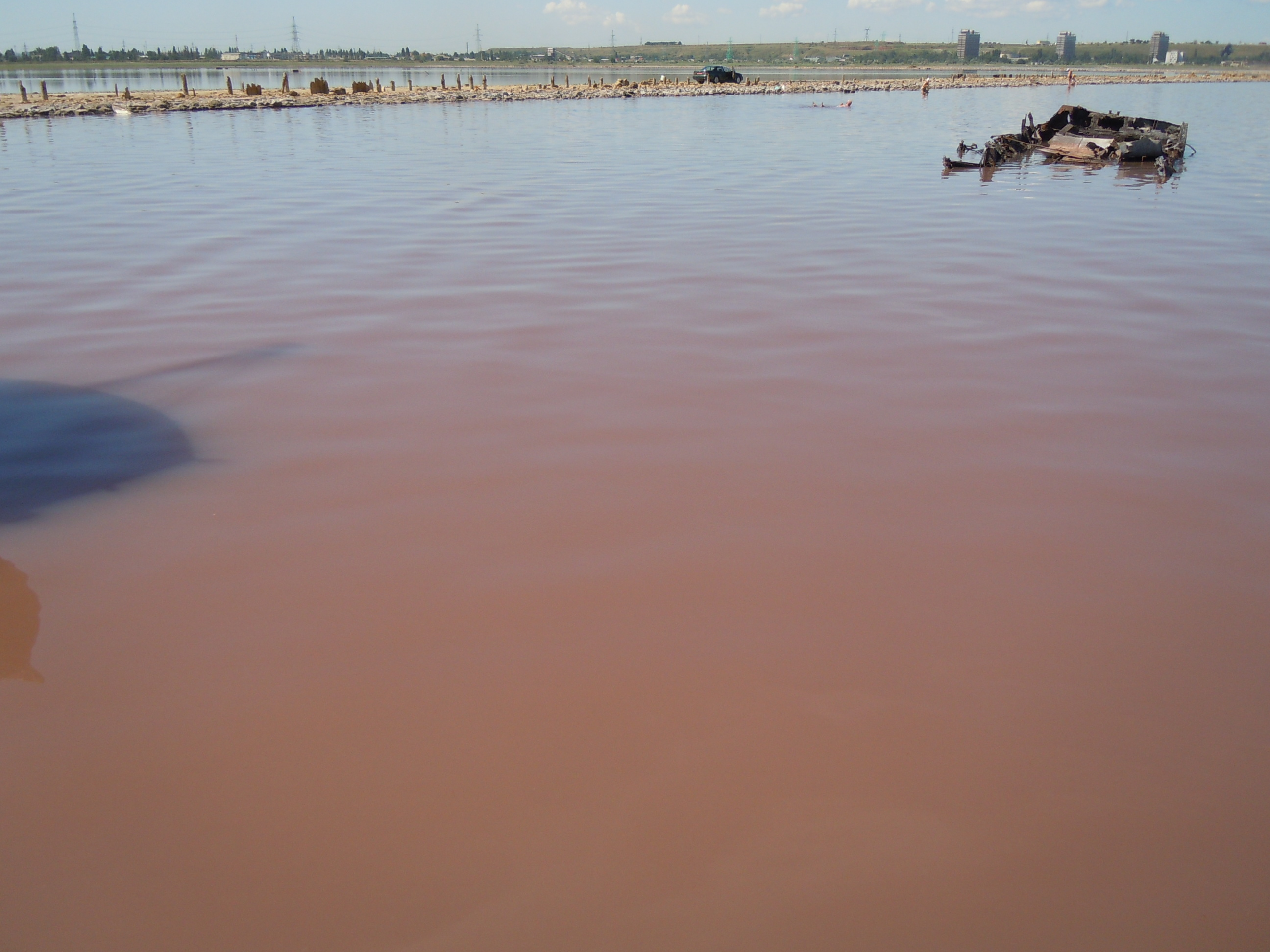
Цвітіння води Куяльницького лиману, викликане водоростями Dunaliella salina

Єдині, окрім бактерій, живі організми, які тепер мешкають в лимані, — зяброногий рачок артемія і личинка комара мотиль. Під час шлюбного сезону від величезної кількості рачків вода стає червоною — хвилі викидають рачків на берег, і вони товстим шаром вкривають місцеві пляжі.
У колишні часи в Куяльницькому лимані водилася риба. Французький інженер і військовий картограф XVII століття Ґійом Левассер де Боплан в «Описі України» відзначав: «Озеро Куяльник знаходиться не ближче, ніж на дві тисячі кроків від моря і кишить рибою. На рибний лов на ці два озера приїжджають караванами більш ніж за п'ятдесят льє; тут зустрічаються коропи й щуки такої величини, що просто дивно».
Навколо Куяльника збереглися унікальні ділянки ковилового степу. Тут зустрічається леонтиця одеська — ендемік, що росте переважно в Одеській області, горицвіт весняний, півник болотяний, тюльпан Шренка, мишачий гіацинт.
З представників фауни можна зустріти жовточеревого Dolichophis caspius і чотирьохлінійного полозів Elaphe quatuorlineata, борсука, степового тхора, лисицю, кам'яну куницю.
Особливо різноманітний світ птахів. На островах в низинах і у верхів'ях лиману утворюють свої багатотисячні поселення колоніальні птахи: крячки, чайки і кулики. В'ють гнізда рябодзьобі та річкові крячки, шилодзьобки, а також червонокнижні кулики-ходулочники морські зуйки, лугові дерихвости. На прольоті зустрічаються журавель сірий, степовий, чорний лелека, великий і середній кроншнепи і один з найменш досліджених птахів України — Лежень.
Життєво важливого значення для пернатих Куяльницький лиман набуває взимку. Унаслідок високої солоності вода не замерзає навіть у найлютіші морози, тому сюди на зимівлю злітаються зграї водоплавних птахів.

## Історія

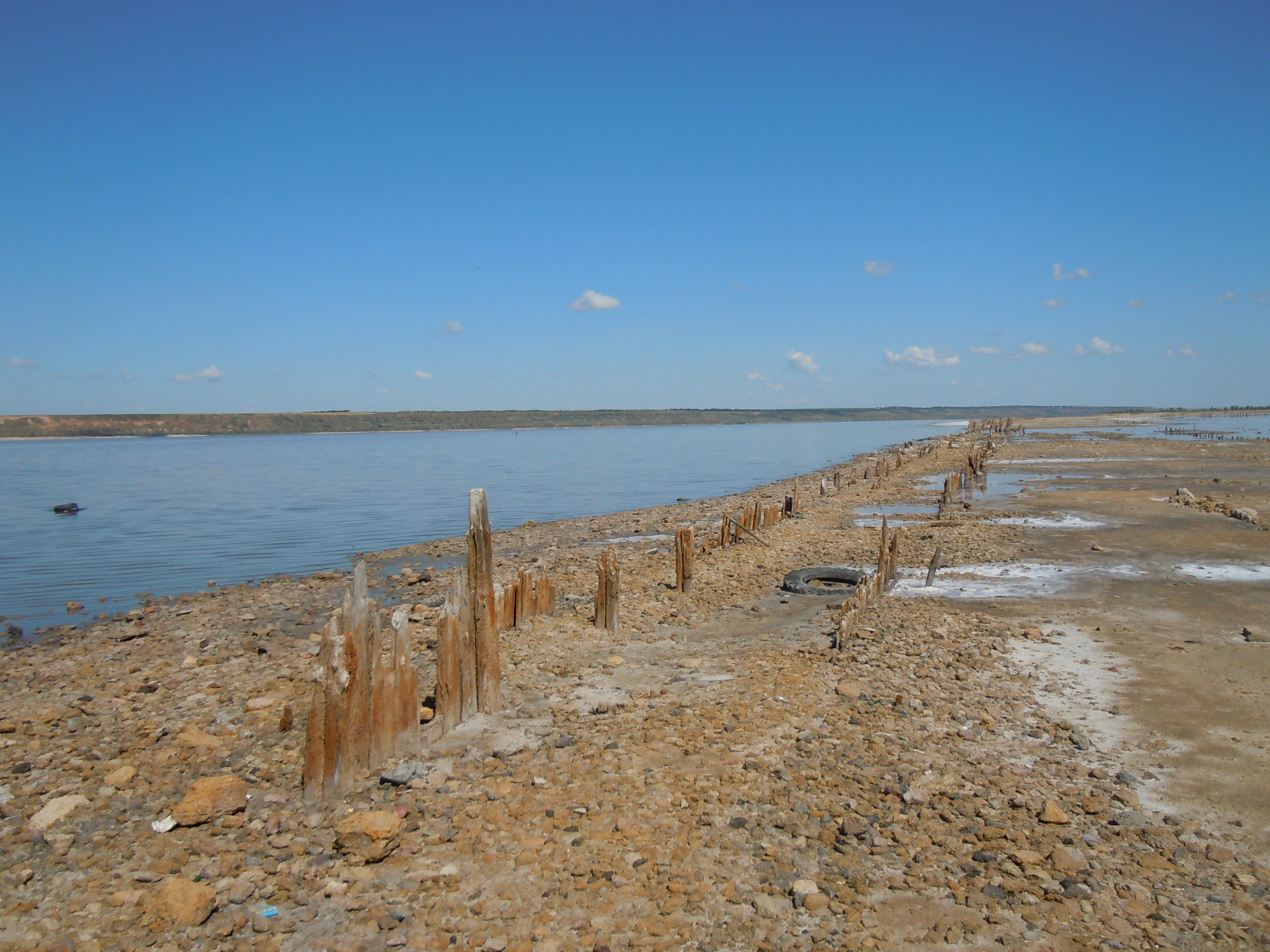
Колишні сольові розробки в лимані

На території селища Куяльник за радянських часів виявлені залишки городища, заснування якого відносять до початку I тисячоліття до нашої ери. Так само в околицях Куяльницького лиману виявлені скіфські кургани й залишки грецького поселення III—IV століть до н. е.
На початку другого тисячоліття нашої ери цю місцевість довгий час контролювали монголо-татари, які називали лиман Кунгаліком. На плато, що підноситься на лівому березі лиману, в 1300 році відбулася битва між нащадками Чингісхана — ханом Золотої орди Токтою і однооким темником Ногаєм за право володарювати в Улусі Джучі. Ногай зазнав нищівної поразки та загинув.
Припускають, що на прилеглій до Куяльнику Жеваховій горі було стародавнє поселення, а на березі лиману знаходилася одна з пристаней жвавого торгового шляху Київськой Русі річками Рось — Південний Буг, Кодима, Великий Куяльник до берегів Болгарії і Греції. Цей шлях мав ту перевагу, що завантажені товарами човни йшли до Чорного моря, минаючи дніпровські пороги.
Після відділення лиману від моря (біля XIV століття) солоність води почала зростати. В результаті в часи Середньовіччя лиман був великим соляним промислом, на його берегах регулярно з'являлися чумаки.

## Куяльницький грязевий курорт

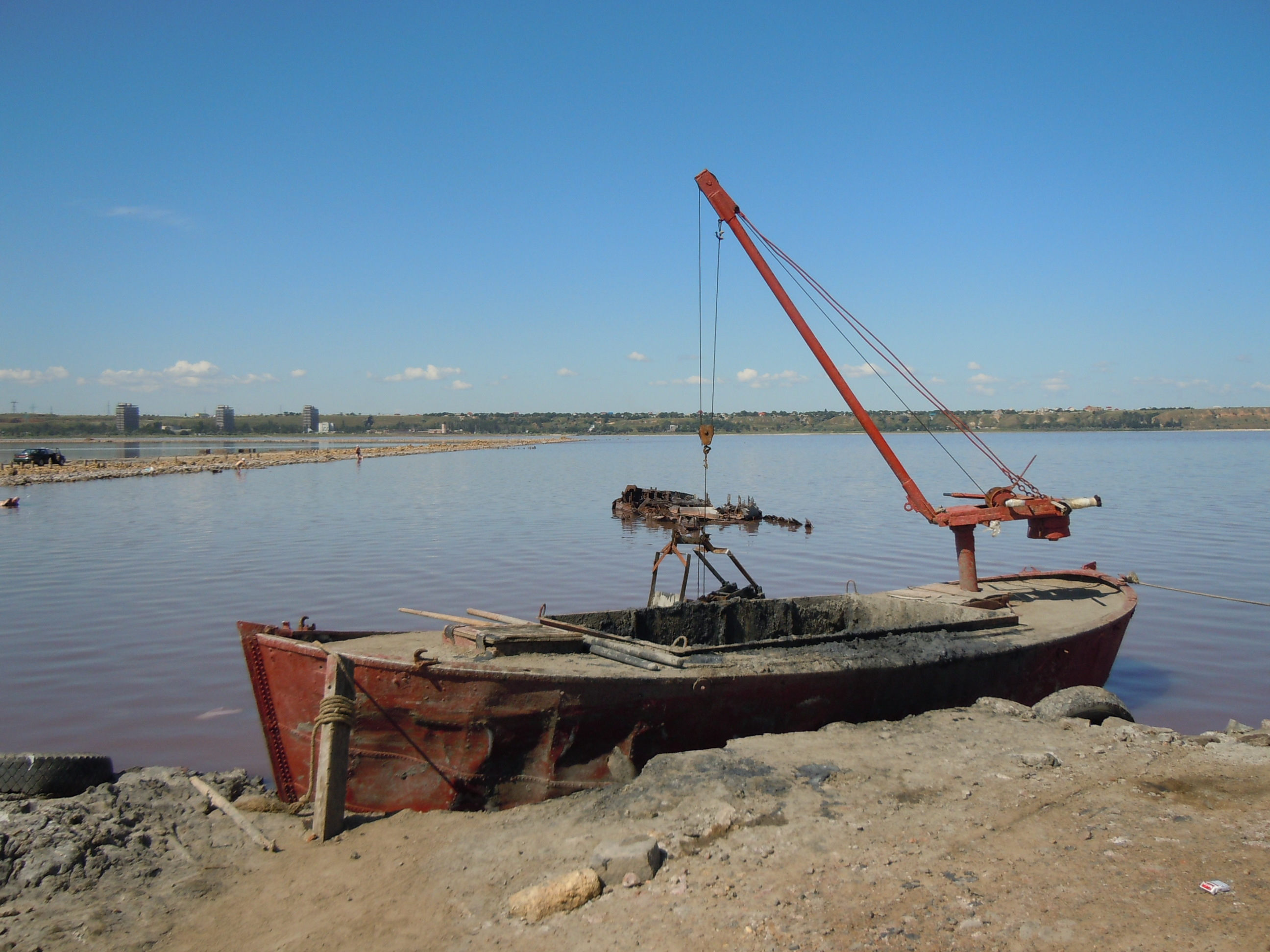
Добування грязі в пониззі лиману

Солоні води лиману після його відділення від моря ущільнювалися в ропу — насичений соляний розчин. Своєрідність одеської групи лиманів полягає в тому, що на дні залягають шари мулових грязей, що містить безліч різних мінеральних частинок і органічних речовин. Складні хімічні й біологічні процеси додали муловим грязям безцінні лікувальні властивості.
Куяльник — один із старих грязьових курортів України, заснований у 1834 році в низов'ях лиману зусиллями Ераста Андрієвського. Куяльницькі грязі сульфідного мулу за своїми лікувальними властивостями визнані еталонними. Вони сприяють зменшенню запальних процесів, укріплюють імунітет і відновлюють функції пошкоджених органів і систем організму, а також широко використовуються в лікуванні безпліддя. Ропа лиману також має лікувальні властивості, а мінеральна вода «Куяльник» допомагає при захворюваннях шлунково-кишкового тракту.

## Екологічна ситуація

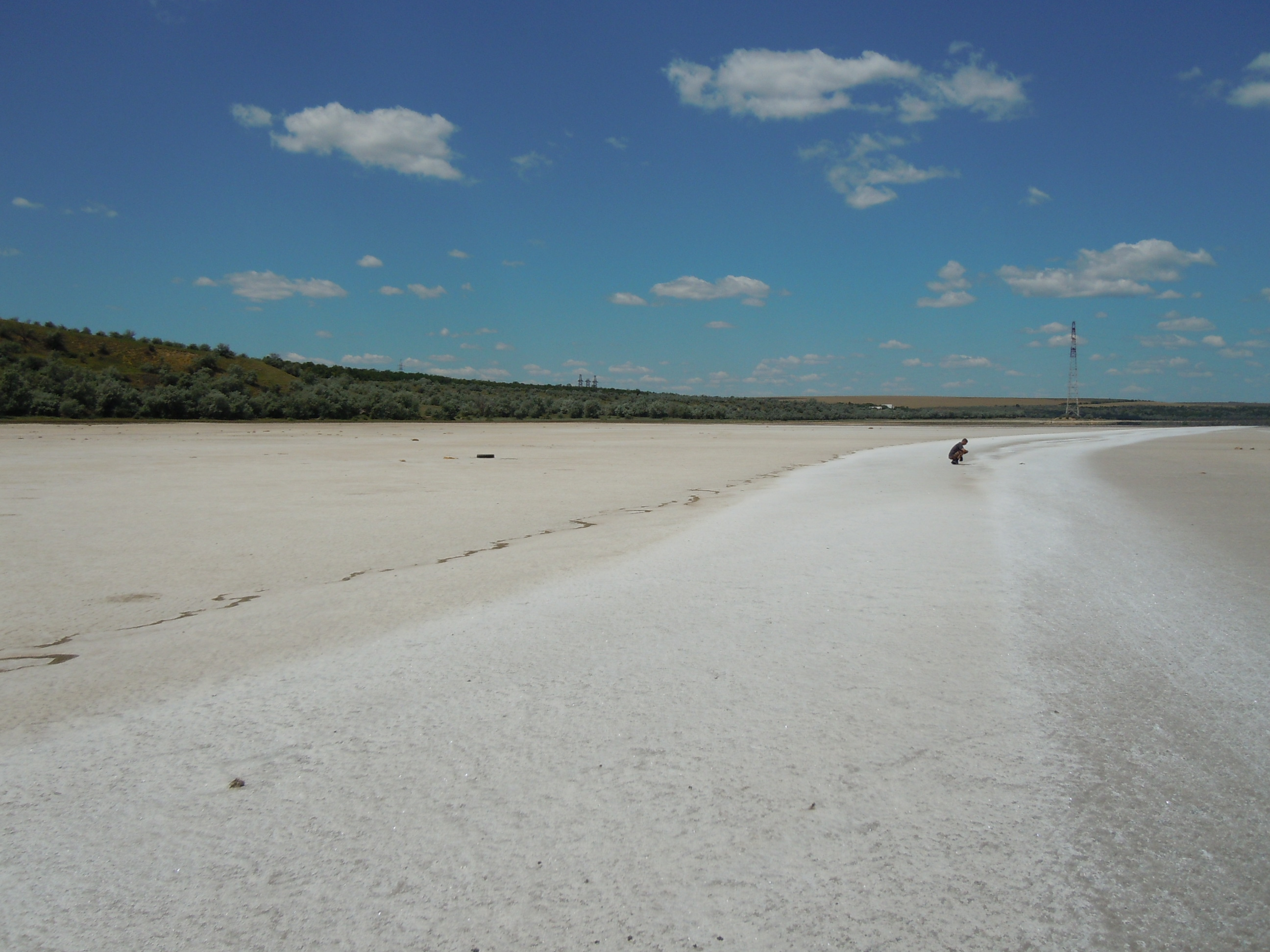
Верхів'я лиману перетворилися на сольову пустелю

Як українські вчені, так і громадськість констатують критичність екологічної ситуації на Куяльницькому лимані. Основна небезпека для лиману полягає в його поступовому пересиханні. Рівень води в 2013 порівняно з травнем 2012 року знизився на 16 см. Як відомо, середня глибина лиману становить 1 м, тому навіть таке незначне, на перший погляд, зниження є досить серйозним. Повне пересихання лиману призведе до неминучої загибелі водної флори та фауни, втрати унікальних лікувальних властивостей водоймища. Серйозну проблему, зокрема, становитиме солоний пил, який буде розносити вітер (як це сталося після майже повного пересихання Аральського моря). До головних чинників, що призводять до зниження рівня води, належать глобальне потепління, відбирання води з річок, що впадають у лиман, а також видобування піску на його берегах. З огляду на ситуацію було створено Регіональну програму збереження та відновлення водних ресурсів Куяльницького лиману. Крім того, для порятунку лиману було сформовано депутатську групу «Куяльник». Утім, всі ці дії поки що не дали бажаних результатів, оскільки, по-перше, відсутнє достатнє фінансування, а по-друге, не вжито конкретних заходів.
Мінералізація ропи Куяльницького лиману у 2005 та 2008 рр. складала 85-102,4 г/дм3.  Хімічний склад ропи є хлоридним натрієвим, де уміст переважаючих іонів відповідно складає 71 та 96 % (табл. 2).
Таблиця 2. Хімічний склад ропи Куяльницького лиману, мг/дм3
| Дата       | рН   | Са   | Mg   | Na+K  | К   | СО3 | HCO3 | SO4  | Cl     | M      |
| 14.03.2005 | 7,25 | 1200 | 5594 | 29575 | 240 | 50  | 244  | 5581 | 59960  | 102444 |
| 22.06.2008 | 6,9  | 980  | 4760 | 25320 | 98  | 45  | 150  | 2786 | 52570  | 86709  |
| 23.06.2008 | 7,4  | 960  | 4770 | 25009 | 113 | 40  | 150  | 2760 | 52120  | 85922  |
| 24.06.2008 | 7,2  | 1000 | 4620 | 25110 | 80  | 40  | 150  | 2907 | 51770  | 85677  |
| 26.06.2008 | 7,1  | 900  | 4800 | 25560 | 180 | 40  | 150  | 3000 | 52830  | 87460  |
| 27.06.2008 | 7,55 | 1120 | 4850 | 26410 | 210 | 40  | 100  | 3185 | 54600  | 90515  |
| 25.07.2008 | 7,3  | 860  | 5450 | 30840 | 348 | 40  | 150  | 3280 | 62740  | 103708 |
| 01.08.2011 | 7,2  | 800  | 8800 | 55420 | 600 | 50  | 200  | 7800 | 107160 | 180830 |

За літературними даними мінералізація ропи лиману в 1945 р. складала 29, а в 1962—285 ‰, у 2006—2009 — 100—169 ‰, тобто її склад і мінералізація змінюються в часі [1, 10-12, 15, 20].
Ропа Куяльницького лиману містить органічні й біогенні речовини, значну кількість брому, значно менше йоду, залишки важких металів (табл. 3).
За середньоарифметичним умістом азоту аміаку, нітритного азоту ропа Куяльницького лиману належить до 3 категорії якості (досить чиста), за умістом нітратів — до 1 (дуже чиста), фосфатів — до 4 (слабко забруднена).
Перманганатна окиснюваність відображає, в основному, кількісні показники легко окиснюваних органічних речовин а також, частково, гумусних сполук. За цим показником ропа лиману належить до 7 категорії якості (дуже брудна).
Таблиця 3. Уміст забруднюючих речовин у ропі Куяльницького лиману
| Інгредієнти    | Уміст, мг/дм3 | Уміст, мг/дм3 | Уміст, мг/дм3 | Уміст, мг/дм3      | Уміст, мг/дм3         | Рівень надійності, 95,0 % |
| Інгредієнти    | Мінімальний   | Максимальний  | Середній      | Стандартна похибка | Стандартне відхилення | Рівень надійності, 95,0 % |
| ПО, мгО2/дм3   | 18,2          | 35,44         | 24,46         | 1,19               | 4,62                  | 2,56                      |
| NO2, мг/дм3    | 0,002         | 0,011         | 0,0064        | 0,0007             | 0,0026                | 0,0016                    |
| NO3, мг/дм3    | 0,011         | 0,152         | 0,090         | 0,013              | 0,048                 | 0,028                     |
| NH4, мг/дм3    | 0,007         | 0,535         | 0,212         | 0,044              | 0,177                 | 0,094                     |
| РО4, мг/дм3    | 0,012         | 0,124         | 0,0679        | 0,0098             | 0,034                 | 0,022                     |
| Р, орг. мг/дм3 | 0,003         | 0,143         | 0,046         | 0,013              | 0,041                 | 0,031                     |
| Fe             | 0,0096        | 0,024         | 0,017         | 0,0019             | 0,0055                | 0,0046                    |
| SiO3           | 0,39          | 2,4           | 1,27          | 0,14               | 0,47                  | 0,32                      |
| Zn             | 0,0034        | 0,0346        | 0,0159        | 0,0052             | 0,0128                | 0,0135                    |
| Cu             | 0,0027        | 0,170         | 0,085         | 0,021              | 0,058                 | 0,049                     |
| Br             | 285,4         | 342,55        | 303,87        | 8,19               | 21,66                 | 20,03                     |
| J              | 2,51          | 8,12          | 4,60          | 0,71               | 1,89                  | 1,75                      |
| Ni             | 0,09          | 0,10          | 0,091         | 0,001              | 0,003                 | 0,003                     |
| Mn             | 0,04          | 0,2314        | 0,090         | 0,022              | 0,063                 | 0,053                     |
| Cr             | 0,1           | 0,15          | 0,125         | 0,006              | 0,016                 | 0,015                     |
| Co             | 0,0003        | 0,0008        | 0,0005        | 0,000069           | 0,00017               | 0,00018                   |
| Cd             | 0,000078      | 0,00012       | 0,000094      | 0,000006           | 0,000018              | 0,000029                  |
| As             | 0,000098      | 0,00068       | 0,00041       | 0,000097           | 0,00024               | 0,00025                   |
| Mo             | 0,0066        | 0,09          | 0,0691        | 0,0136             | 0,0386                | 0,032                     |
| Pb             | 0,00064       | 0,00178       | 0,00106       | 0,0002             | 0,00045               | 0,00056                   |
| Hg             | 0,000068      | 0,000091      | 0,000071      | 0,0000051          | 0,00001               | 0,000016                  |

За середньоарифметичним умістом таких важких металів як кадмій, свинець, залізо ропа є дуже чистою, за умістом ртуті, цинку — досить чистою, марганцю — слабко забрудненою, нікелю — брудною (6 категорія якості), міді, хрому — дуже брудною.
Серед специфічних біологічно активних компонентів та сполук в терапевтично значній кількості визначалися в ропі: йод 2,33 — 13,2 мг/дм3 , бром 278,4 — 398,4 мг/дм 3 , ортоборна кислота 36,40 — 100,5 мг/дм 3.
Концентрації компонентів, що зазвичай нормуються в мінеральних водах: свинцю, кадмію, міді, цинку, ванадію, хрому, ртуті, а також фенолів не перевищували вимог, які зазначені у ГСТУ 42.10-02-96 «Води мінеральні лікувальні. Технічні умови». Радіоактивні компоненти: радій і уран — не виявлено. Уміст сірководню в ропі становить 0,02 — 0,04 %.
При цьому, мінералізація ропи Куяльницького лиману є значно вищою за мінералізацію морської води Одеської затоки Чорного моря (табл. 4).
Таблиця  4. Статистична характеристика хімічного складу морської води
| Інгредієнти                                | Уміст, мг/дм3 | Уміст, мг/дм3 | Уміст, мг/дм3 | Уміст, мг/дм3      | Уміст, мг/дм3         | Рівень надійності, 95,0 % |
| Інгредієнти                                | Мінімальний   | Максимальний  | Середній      | Стандартна похибка | Стандартне відхилення | Рівень надійності, 95,0 % |
| Ca2+                                       | 219,0         | 269,0         | 255,5         | 2,55               | 12,21                 | 5,28                      |
| Mg2+                                       | 596,0         | 684,0         | 660,6         | 5,17               | 24,81                 | 10,73                     |
| Na+                                        | 4515,0        | 6695,0        | 5619,6        | 82,15              | 394,00                | 170,38                    |
| K+                                         | 189,0         | 208,2         | 197,8         | 2,79               | 7,40                  | 6,84                      |
| СО3"-                                      | 26,0          | 93,0          | 46,0          | 14,06              | 31,46                 | 39,05                     |
| НСО3-                                      | 158,0         | 201,0         | 183,6         | 2,60               | 12,45                 | 5,38                      |
| SO4-                                       | 1300,0        | 1450,0        | 1360,6        | 6,77               | 32,46                 | 14,04                     |
| Cl-                                        | 8042,0        | 10306,0       | 9792,3        | 109,50             | 525,17                | 227,09                    |
| Мінералізація                              | 14725,0       | 18488,0       | 17786,1       | 196,97             | 944,64                | 408,49                    |
| Відсотковий уміст інгредієнтів, мг-екв/дм3 |               |               |               |                    |                       |                           |
| Ca2+                                       | 3,69          | 4,25          | 4,0           | 0,02               | 0,11                  | 0,05                      |
| Mg2+                                       | 15,62         | 18,95         | 17,20         | 0,11               | 0,53                  | 0,23                      |
| Na+                                        | 74,91         | 80,69         | 77,20         | 0,23               | 1,12                  | 0,48                      |
| K+                                         | 1,50          | 190           | 1,60          | 0,04               | 0,10                  | 0,09                      |
| СО3"-                                      | 0,11          | 0,40          | 0,21          | 0,07               | 0,15                  | 0,11                      |
| НСО3-                                      | 0,87          | 1,06          | 0,93          | 0,01               | 0,06                  | 0,03                      |
| SO4-                                       | 8,94          | 11,17         | 9,18          | 0,11               | 0,51                  | 0,22                      |
| Cl-                                        | 87,65         | 90,12         | 89,67         | 0,12               | 0,58                  | 0,24                      |

Мінералізація морської води в Одеській затоці змінюється від 14,7 до 18,5 г/дм3, що в середньому більш ніж 5 разів нижче мінералізації ропи Куяльницького лиману. У морській воді, як і ропі лиману переважають серед катіонів іони натрію, а серед аніонів — хлору з умістом відповідно 77,2 та 89,7 %. За хімічним складом води моря й ропа лиману також близькі й відносяться до хлоридного класу, натрієвої групи.
Відібрані й проаналізовані 21.12.2014 р. проби води з Куяльницького лиману й Одеської затоки Чорного моря в Фізико-хімічному інституті ім. А. В. Богатського свідчать, що уміст важких металів у воді Чорного моря в багатьох випадках на порядок нижчий ніж у ропі Куяльницького лиману (кадмій, миш'як, цинк, залізо, марганець), більше того їх значення значно нижчі за ГДК для морської води (табл. 5).
Необхідно відмітити, що за приведеними у таблиці 5 даними уміст кобальту у воді Куяльницького лиману і морській воді має однакові значення, а уміст хрому, свинцю, ртуті, міді дещо вищий у ропі.
В тій же лабораторії Фізико-хімічного інституту ім. А. В. Богатського в зазначений період було визначено й вміст хлорорганічних пестицидів методом газорідинної хроматографії (апарат Mega-2 HRGC 8560 «Fisons Snst»), а також поліциклічні ароматичні вуглеводні й пріоритетні поліарени (хромато-масс-спектрометричним методом на апараті Agilent7890A|5975C) як у морській воді, так і у ропі Куяльницького лиману. Їх уміст у цих об'єктах приведено в таблицях 6 та 7.
Таблиця 5. Порівняльна характеристика умісту важких металів
у воді Чорного моря й Куяльницького лиману.
| Метал токсикант | Уміст у мкг/дм3        | Уміст у мкг/дм3 | Уміст у мкг/дм3 |
| Метал токсикант | ГДК, для морської води | у морській воді | у ропі лиману   |
| Ртуть           | 0,1                    | 0,045           | 0,091           |
| Кадмій          | 1                      | 0,016           | 0,116           |
| Свинець         | 10                     | 1,29            | 1,78            |
| Хром            | 5                      | 0,25            | 0,29            |
| Миш'як          | 10                     | 0,013           | 0,554           |
| Цинк            | 50                     | 0,67            | 3,36            |
| Мідь            | 5                      | 1,74            | 2,73            |
| Залізо          | 50                     | 4,9             | 23,9            |
| Кобальт         | 5                      | 0,5             | 0,5             |
| Марганець       | -                      | 12,3            | 231,4           |

Таблиця 6. Порівняльна характеристика умісту пріоритетних поліаренів
у воді Чорного моря й Куяльницького лиману.
| Поліарен              | Уміст у мкг/дм3        | Уміст у мкг/дм3 | Уміст у мкг/дм3 |
| Поліарен              | ГДК, для морської води | у морській воді | у ропі лиману   |
| Нафталін              | 100,0                  | 10,1            | 27,9            |
| Аценафтален           |                        | 1,1             | 2,0             |
| Аценафтен             |                        | 1,9             | 2,1             |
| Флуорен               |                        | 12,7            | 15,3            |
| Фенанрен              | 20,0                   | 10,1            | 26,1            |
| Антрацен              | 20,0                   | 0,9             | 21,2            |
| Флуорантен            | 6,0                    | 5,1             | 32,4            |
| Пірен                 |                        | 4,7             | 20,9            |
| Бенза(а)антрацен      | 3,0                    | 14,2            | 20,5            |
| Хризен                | 3,0                    | 14,4            | 45,2            |
| Бенз(в)флуорантен     |                        | ≤1,0            | ≤1,0            |
| Бенз(к)флуорантен     | 3,0                    | ≤1,0            | 5,4             |
| Бенз(а)пірен          | 3,0                    | ≤1,0            | 1,4             |
| Індено(1,2,3-cd)пірен |                        | ≤1,0            | 3,4             |
| Дібенз(а, h)антрацен  |                        | 1,1             | 1,2             |
| Бензо(g, h,i)перілен  |                        | ≤1,0            | ≤1,0            |

Результати таблиці 6 свідчать уміст усіх поліаренів у ропі лиману значно вищий, ніж у морській воді і за винятком бенза(а)антрацену та хризену нижчі за ГДК для морської води. Концентрація бенза(а)антрацену та хризену у воді Чорного моря майже в 5 разів вища ГДК для морської води й викликає занепокоєння.
Таблиця 7. Порівняльна характеристика умісту хлорованих пестицидів
у воді Чорного моря й Куяльницького лиману.
| Хлорорганічні пестициди | Уміст у мкг/дм3        | Уміст у мкг/дм3 | Уміст у мкг/дм3 |
| Хлорорганічні пестициди | ГДК, для морської води | у морській воді | у ропі лиману   |
| γ-ГХЦГ                  |                        | 0,1             | 0,1             |
| ГХБ                     | 100                    | 0,1             | 0,1             |
| β-ГХЦГ                  |                        | ≤0,1            | ≤0,1            |
| Ліндан                  | 0,2                    | 4,0             | 0,5             |
| Гептахлор               |                        | 0,9             | 2,1             |
| Альдрин                 | 10,0                   | 0,1             | 0,9             |
| ДДЕ                     |                        | 0,1             | 0,45            |
| ДДД                     |                        | 0,11            | 0,13            |
| ДДТ                     | 25,0                   | 0,1             | 0,14            |

Серед хлорованих пестицидів найбільшу загрозу несе ліндан, уміст якого у воді Чорного моря вищий ніж у воді лиману у 8 разів і вищий за ГДК для морської води у 20 разів. Уміст усіх інших пестицидів у морській воді нижчий або має однакову концентрацію з ропою Куяльницького лиману (табл. 7).
Загалом, антропогенне навантаження на екосистему Куяльницького лиману є вищим ніж на води Чорного моря й концентрація переважної більшості токсикантів у ропі лиману значно вища ніж у морській воді. З цієї точки зору морська вода може бути використана для підвищення рівня й наповнення Куяльницького лиману без ризику погіршення його екологічного стану.
Виникає питання: «Чи є альтернатива морській воді Одеської затоки з наповнення й відновлення екосистеми Куяльницького лиману?»
Однозначно немає. По-перше, первинне походження вод Куяльницького лиману морське. В такому стані він розвивався багато століть.
По-друге, нині зниження рівня води в Куяльницькому лимані пов'язано з повною урегульованістю стоку річок, що в нього впадають, а також значним випаровуванням з водної поверхні, яка становить 364—934, в середньому 561 мм/рік, що в кінцевому результаті складає 29,172 млн м3/рік з поверхні лиману Куяльник.
Поверхня ставків та водосховищ у басейні річки Великий Куяльник, які запроектовані й побудовані, в основному в 1957—1967 рр., нині майже замулені, оцінюється в 3,5-4,7 км2, з акумульованим об'ємом до 10 млн м3. Отже в маловодний рік увесь стік річки поміститься в наявних ставках та водосховищах без стоку й поповнення Куяльницького лиману.
За даними Гопченко Е. Д., Лободи Н. С. й ін. [3] норма кліматичного річного стоку річок північно-західного Причорномор'я змінюється від 30 до, а  норма природного стоку у значній мірі залежить від рельєфу місцевості, і для річок Тілігул (басейн Тілігульського лиману), Великий Куяльник (басейн Куяльницького лиману), Свинна (басейн Хаджибейського лиману) змінюються від 13 до відповідно. Внутрішньорічний розподіл стоку складається з таких сезонів: весна (III—V), літо (VI—VIII), осінь (IX—XI), зима (XII—II). Найбільша частина стоку формується у сезон «весна». Внаслідок посушливості клімату, незначного припливу підземних вод та антропогенного навантаження річки північно-західного Причорномор'я за типовою схемою розподілу пересихають протягом більшої частини року: у багатоводні роки — з вересня по листопад; у середні за водністю роки — з серпня по листопад; у маловодні — з липня по січень включно (табл. 8) [7, 8].
Таблиця 8. Внутрішньорічний помісячний розподіл стоку (%) характерних років (на основі даних спостережень р. Великий Куяльник — с. Северинівка)
| Рік  | P, % | Характеристика водності | III  | IV   | V    | VI   | VII  | VIII | IX  | X   | XI  | XII | I    | II   |
| 2003 | 7    | багатоводний            | 43,8 | 37,3 | 9,61 | 0,43 | 0,17 | 0,0  | 0,0 | 0,0 | 0,0 | 0,0 | 0,0  | 8,59 |
| 1990 | 50   | середній за водністю    | 22,6 | 13,4 | 4,12 | 0,0  | 0,0  | 0,0  | 0,0 | 0,0 | 0,0 | 0,0 | 17,5 | 43,2 |
| 1987 | 78   | маловодний              | 70,5 | 29,9 | 0,0  | 0,0  | 0,0  | 0,0  | 0,0 | 0,0 | 0,0 | 0,0 | 0,0  | 0,0  |

Середня багаторічна величина річного стоку річки Великий Куяльник змінюється від 0,6 л/с км2 на півночі до 0,2 л/с км2 при впадінні у Куяльницький лиман. Найбільший річний стік спостерігався у 2003 році (), найменший — у 1993 році (0,5мм). Середня багаторічна величина річного стоку р. Куяльник — с. Северинівка становить .
Максимальна місячна витрата води (10,3 м3/с) у створі В. Куяльник — смт. Северинівка спостерігалась у березні 2003 р. У всі роки окрім 1988 річка пересихала — стік відсутній, найбільша витрата — 35,9 м3/с (26.03.2003 р.) [8].
Оцінений притік прісних вод до лиману за різними оцінками складає 17-26 млн м3 рік, з них 1,3 млн.м3 — підземний стік.
Нині весь цей стік зрегульований і близько 80 % штучних водойм, розташованих у межах водозборів річок, щорічно пересихає, й значні об'єми припливу талих та дощових вод витрачаються на їх заповнення та наступне випаровування з водної поверхні [3].
         Яким же є стік річки Великий Куяльник з хімічної точки зору?
Його усереднена загальна мінералізація у 1978—1993 рр. була більш ніж у 10 разів нижчою ніж морської води й не перевищувала 3662 мг/дм3 при середньоарифметичному 1609 мг/дм3. У воді в значній частині проб уміст токсичних катіонів магнію і натрію та аніонів хлору й сульфатів перевищував встановлені граничнодопустимі норми у рази для водойм рибогосподарського призначення. Така мінералізація є характерною для більшості річок Причорномор'я. За хімічним складом це хлоридно-сульфатна магнієво-натрієво-кальцієва вода (табл. 9).
Таблиця  9. Характеристика хімічного складу води річки Великий Куяльник
| Інгредієнти   | Уміст у роки, мг/дм3 | Уміст у роки, мг/дм3 | Уміст у роки, мг/дм3 | Уміст у роки, мг/дм3 | Уміст у роки, мг/дм3 | Уміст у роки, мг/дм3 |
| Інгредієнти   | 1978-1993            | 1978-1993            | 1978-1993            | 2010-2014            | 2010-2014            | 2010-2014            |
| Інгредієнти   | мінімальний          | максимальний         | середній             | мінімальний          | максимальний         | середній             |
| Ca2+          | 60,1                 | 233,0                | 129,9                | 80,0                 | 320,0                | 206,8                |
| Mg2+          | 9,7                  | 379,0                | 135,6                | 64,0                 | 469,0                | 274,2                |
| Na+           | 1,0                  | 535,0                | 170,4                | 141,0                | 708                  | 486,5                |
| K+            | 0,1                  | 225,0                | 52,9                 | 13,8                 | 21,0                 | 16,8                 |
| СО3"-         | 0                    | 0                    | 0                    | 0                    | 9,0                  | 4,6                  |
| НСО3-         | 145,0                | 589,0                | 368,4                | 245,0                | 600,0                | 449,7                |
| SO4-          | 25,9                 | 885,0                | 350,0                | 110,0                | 1750,0               | 1119,2               |
| Cl-           | 31,5                 | 1760                 | 454,9                | 345,0                | 1310,0               | 910,3                |
| Мінералізація | 436,1                | 3661,0               | 1609,2               | 995,0                | 5100,0               | 3346,5               |
| рН            | 7,3                  | 8,2                  | 7,79                 | 8,18                 | 8,60                 | 8,36                 |

         Необхідно відмітити, що в 2010—2014 рр. загальна мінералізація води річки Великий Куяльник зросла вдвічі у порівнянні з періодом 1978—1993 рр. Зростання загальної мінералізації відбулося перш за все за рахунок катіонів натрію в 3,36 рази, магнію — 2,02, сульфат-аніонів — 3,42, хлоридів — 1,96 рази.
         Вода річки Великий Куяльник містить значну кількість біогенних речовин, фосфатів, органічних речовин, фенолів, нафтопродуктів, важких металів, пестицидів.
         Уміст біогенних речовин у вигляді сполук азоту у воді річки Великий Куяльник значно (на порядок) вищий ніж у морській воді відповідно: NH4,-  0,927 та 0,069 мг/дм3;  NO3 —  4,525 та 0,062;  NO2 — 0,067 та 0,0087. Таким же є й уміст фосфатів відповідно 0,089 та 0,0255 мг/дм3 (табл.  10).
Якщо порівняти уміст важких металів у воді річки Великий Куяльник та у морській воді, то між багатьма показниками різниця більша ніж на порядок з перевагою річкової води (NO2, NO3, NH4, зважені речовини, свинець, кобальт, марганець). Уміст таких важких металів як свинець, мідь, цинк, кобальт, хром, залізо у воді р. Великий Куяльник є значно вищим ніж у ропі Куяльницького лиману (див. табл. 3 та 10).
Дещо вищими ніж у воді річки Великий Куяльник є концентрації нафтопродуктів та фенолів у морській воді. Вини викликають деяке занепокоєння.
Таблиця 10. Порівняння умісту забруднюючих речовин у воді
річки Великий Куяльник та Чорного моря
| Інгредієнти            | Уміст, мг/дм3       | Уміст, мг/дм3       | Уміст, мг/дм3       | Уміст, мг/дм3       | Уміст, мг/дм3 | Уміст, мг/дм3 | Уміст, мг/дм3 | Уміст, мг/дм3    |
| Інгредієнти            | р. Великий Куяльник | р. Великий Куяльник | р. Великий Куяльник | р. Великий Куяльник | морська вода  | морська вода  | морська вода  | морська вода     |
| Інгредієнти            | мінім.              | максим.             | середній            | категорія якості    | мінім.        | максим.       | середній      | категорія якості |
| pH                     | 7,3                 | 8,2                 | 7,79                | 2                   | 6,8           | 8,4           | 7,81          | 2                |
| Жорсткість, мг-екв/дм3 | 5,61                | 39,82               | 17,67               |                     | 60,00         | 69,55         | 67,14         |                  |
| NO2, мг/дм3            | 0                   | 1,0                 | 0,067               | 3                   | 0             | 0,036         | 0,0087        | 3                |
| NO3, мг/дм3            | 0                   | 10,6                | 4,525               | 7                   | 0,05          | 0,25          | 0,062         | 1                |
| NH4, мг/дм3            | 0,1                 | 4,4                 | 0,927               | 5                   | 0             | 0,28          | 0,069         | 1                |
| О2, мгО2/дм3           | 8,77                | 13,9                | 12,09               | 1                   | 2,1           | 13,0          | 7,94          | 2                |
| О2, % насич.           | 61,0                | 154,0               | 98,9                | 1                   | 32,0          | 105,0         | 72,3          | 4                |
| СО2, мг/дм3            | 0,9                 | 9,2                 | 4,18                |                     | -             | -             | -             |                  |
| Прозорість, м          | 0,2                 | 2,4                 | 1,965               | 1                   | 6,0           | 7,4           | 6,57          | 1                |
| Кольоровість           | 6                   | 74                  | 24,3                |                     | 9,3           | 18            | 14,09         |                  |
| Зваж. реч., мг/дм3     | 3,0                 | 832,0               | 101,7               | 7                   | 3,0           | 5,1           | 3,78          | 1                |
| ПО, мгО/дм3            | 5,6                 | 12,8                | 9,9                 | 4                   | 3,8           | 12,4          | 8,07          | 4                |
| БО, мгО/дм3            | 8,7                 | 149,0               | 29,8                | 4                   |               |               |               |                  |
| БСК5, мгО2/дм3         | 0,96                | 10,75               | 3,98                | 4                   |               |               |               |                  |
| РО4, мг/дм3            | 0                   | 0,475               | 0,089               | 4                   | 0             | 0,135         | 0,0255        | 2                |
| Р, заг. мг/дм3         | 0,038               | 0,867               | 0,156               |                     | 0             | 0,140         | 0,0302        |                  |
| НП                     | 0                   | 0,15                | 0,019               | 2                   | 0             | 0,33          | 0,138         | 5                |
| СПАР                   | 0                   | 0,2                 | 0,07                | 5                   | 0             | 0,042         | 0,0135        | 3                |
| Феноли                 | 0                   | 0                   | 0                   | 1                   | 0             | 0,009         | 0,00425       | 5                |
| F                      | 0,28                | 0,34                | 0,302               | 5                   | 0,26          | 0,34          | 0,295         | 5                |
| α-ГХЦГ                 | 0                   | 0,000012            | 0,000001            |                     | 0             | 0             | 0             |                  |
| γ-ГХЦГ                 | 0                   | 0,00001             | 0,0000007           |                     | 0             | 0             | 0             |                  |
| ДДТ                    | 0                   | 0,00001             | 0,0000007           |                     | 0             | 0             | 0             |                  |
| ДДЕ                    | 0                   | 0,00001             | 0,0000007           |                     | 0             | 0             | 0             |                  |
| ДДД                    | 0                   | 0,00001             | 0,0000007           |                     | 0             | 0             | 0             |                  |
| Формальдегід           | 0,1                 | 0,14                | 0,128               |                     |               |               |               |                  |
| Si                     | 0,2                 | 5,5                 | 0,79                |                     | 0,95          | 3,00          | 1,90          |                  |
| Cu                     | 0,0017              | 0,018               | 0,0078              | 4                   | 0,00278       | 0,0144        | 0,008         | 4                |
| Zn                     | 0,002               | 0,038               | 0,036               | 4                   | 0,00933       | 0,025         | 0,016         | 3                |
| Fe                     | 0                   | 0,82                | 0,254               | 4                   | 0,03          | 0,3           | 0,129         | 4                |
| Cr6+                   | 0                   | 0,016               | 0,0061              | 4                   | 0,005         | 0,006         | 0,00525       | 3                |
| Pb                     | 0                   | 0,034               | 0,0162              | 4                   | 0,00044       | 0,00168       | 0,00092       | 1                |
| Co                     | 0,001               | 0,038               | 0,0086              |                     |               |               | 0,0005        |                  |
| Ti                     | 0,067               | 0,174               | 0,108               |                     |               |               |               |                  |
| Ni                     | 0                   | 0,038               | 0,0086              | 3                   | 0             | 0,011         | 0,002         | 2                |
| Cd                     |                     |                     |                     |                     | 0,00014       | 0,001758      | 0,0008        | 5                |
| Hg                     |                     |                     |                     |                     | 0,000025      | 0,000047      | 0,0000325     | 2                |
| Mn                     | 0                   | 0,178               | 0,042               | 3                   | 0,00125       | 0,00817       | 0,0035        | 1                |

Загальна оцінка ропи, морської води, води річки Великий Куяльник за всією множиною трофо-сапробіологічних показників (за так званою функцією міри R, [16]) наведена у табл. 11 і свідчить, що вода цих джерел відповідно відносилася до 3, 4, 4  категорії, тобто морська вода є досить чистою, а ропа лиману й вода річки Великий Куяльник — слабко забрудненої.
Екологічний стан більш ніж наполовину пересохлого Куяльницького лиману вимагає невідкладного втручання у його подальше існування і негайного наповнення водою.
Порівняння хімічного складу ропи лиману, морської води й води річки Великий Куяльник свідчить, що найпридатнішою для наповнення лиману є морська вода Одеської затоки Чорного моря. Більше того, походження самого лиману є морським і в такому стані він розвивався багато століть.
Уміст переважної частини забруднюючих і токсичних речовин у морській воді значно нижчий ніж у воді річки Великий Куяльник і ропі Куяльницького лиману. Природний стік з басейну річки Великий Куяльник і підземного стоку в ложе лиману є недостатніми, щоб розраховувати на самовідновлення лиману найближчим часом.
Отже, поповнення ложе Куяльницького лиману морською водою Одеської затоки Чорного моря є безальтернативним. Ці роботи необхідно продовжувати щонайменше до квітня місяця з наступним відновленням в осінньо-зимовий період 2015—2016 рр.[джерело?]

## Охорона
З метою збереження, відтворення, ефективного використання природних комплексів та об'єктів у басейні Куяльницького лиману, у січні 2022 року указом президента України створено Національний природний парк «Куяльницький».